# Äbdulchakim Schäpijew
Äbdulchakim Alibekuly Schäpijew (kasachisch Әбдұлхакім Алібекұлы Шәпиев, russisch Абдулхаким Алибекович Шапиев Abdulchakim Alibekowitsch Schapijew; * 4. Dezember 1983 in Moskau) ist ein kasachischer Ringer. Er gewann bei der Weltmeisterschaft 2010 eine Bronzemedaille im freien Stil im Weltergewicht.

## Werdegang
Der in Moskau geborene Äbdulchakim Schäpijew ist dagestanischer Herkunft. Er begann im Jahre 1996 in Moskau mit dem Ringen. Dabei entschied er sich für den freien Stil. Im Juniorenalter konnte er sich im russischen Ringerverband noch nicht für die Teilnahme an internationalen Meisterschaften qualifizieren. Er wechselte deshalb im Jahre 2006 die Nationalität und startet ab diesem Zeitpunkt für Kasachstan. Sein Trainer dort ist Baurschan Nurmachanow. Er trainiert aber zumeist in einem Trainingszentrum des russischen Ringerverbandes in Kislowodsk.
Die erste internationale Meisterschaft, an der er für Kasachstan teilnahm, war die Weltmeisterschaft 2006 in Guangzhou. Er kam dort im Weltergewicht nach einer Niederlage gegen Asghar Ali Basrighaleh, Iran, einem Sieg über Gheorghiță Ștefan aus Rumänien und einer Niederlage gegen Don Pritzlaff aus den Vereinigten Staaten auf den 12. Platz. Im Dezember des gleichen Jahres gewann er bei den Asien-Spielen in Doha im Weltergewicht seine erste Medaille bei einer internationalen Meisterschaft. Es war die bronzene, die er hinter Ashgar Ali Basrighaleh und Cho Byung-kwan, Südkorea, erreichte.
Für die Weltmeisterschaft 2007 in Baku trainierte Äbdulchakim Schäpijew über 8 kg ab, um im Leichtgewicht an den Start gehen zu können. Eine Tortur, die ihm nichts einbrachte und die er auch nicht wiederholte. Er kam in Moskau nach einem Sieg über Li Quan, Volksrepublik China und einer Niederlage gegen Otar Tuschischwili aus Georgien nur auf den 20. Platz. In den folgenden Jahren startete er nur mehr im Weltergewicht.
Die nächste Medaille gewann er dann erst wieder bei der Asien-Meisterschaft 2009 in Pattaya. Er gewann dort hinter Sadegh Saeed Goudarzi aus dem Iran den Vize-Meistertitel. Den größten Erfolg in seiner Laufbahn feierte er dann bei der Weltmeisterschaft 2010 in Moskau. Er besiegte dort Trent Paulson, USA, und Mendsaichan Mjagmar, Mongolei, verlor gegen Sadegh Saeed Goudarzi und holte sich in der Trostrunde mit drei Siegen über Suren Markosjan, Armenien, Wolodimir Sirotin, Ukraine, und Iván Fundora Zaldívar, Kuba, doch noch eine Bronzemedaille.
2011 schlug Äbdulchakim Schäpijew bei der Weltmeisterschaft in Istanbul Gábor Hatos aus Ungarn, Zhang Chongyao, China und Rashid Kurbanow, Usbekistan, verlor im Halbfinale wieder gegen Sadegh Saeed Goudarzi und verlor schließlich auch den Kampf um eine WM-Bronzemedaille gegen Dawit Chutischwili aus Georgien, womit er auf den 5. Platz kam. Dieser Platz brachte ihm aber die Startberechtigung bei den Olympischen Spielen 2012 ein. Im Februar 2012 belegte er bei der Asien-Meisterschaft in Gumi/Südkorea hinter Sadegh Saeed Goudarzi den 2. Platz.
Bei den Olympischen Spielen 2012 in London siegte er in seinem ersten Kampf über Bilel Quechtati aus Tunesien, verlor aber dann gegen Gabor Hatos. Da dieser das Finale nicht erreichte, schied er aus und kam auf den 10. Platz.

## Internationale Erfolge
| Jahr | Platz | Wettbewerb                            | Gewichtsklasse | Ergebnisse |
| 2006 | 12.   | WM in Guangzhou                       | Welter         | nach einer Niederlage gegen Asghar Ali Basrighaleh, Iran, einem Sieg über Gheroghita Stefan, Rumänien und einer Niederlage gegen Dan Pritzlaff, USA                                                                  |
| 2006 | 3.    | Asien-Spiele in Doha                  | Welter         | hinter Asghar Ali Basrighaleh und Cho Byung-kwan, Südkorea |
| 2007 | 20.   | WM in Baku                            | Leicht         | nach einem Sieg über Li Quan, China und einer Niederlage gegen Otar Tuschischwili, Georgien |
| 2008 | 5.    | Asienmeisterschaft in Jeju/Südkorea   | Welter         | hinter Cho Byung-kwan, Meisam Moustafa Joukar, Iran, Kazuyuki Nagashima, Japan und Dorigvaanching Gomdodorj, Mongolei                                                                                                |
| 2008 | 3.    | Olympia-Qualif.-Rurnier in Warschau   | Welter         | hinter Arsen Gitinow, Kirgisistan und Ahmet Gülhan, Türkei |
| 2009 | 8.    | Welt-Cup in Teheran                   | Welter         | Sieger: Tschamsulwara Tschamsulwarajew, Aserbaidschan vor Yunieski Blanco Mora, Kuba |
| 2009 | 2.    | Asienmeisterschaft in Pattaya         | Welter         | hinter Sadegh Saeed Goudarzi, Iran, vor Kim Jin-i, Südkorea und Ramesh Kumar, Indien |
| 2010 | 3.    | Golden-Grand-Prix in Tiflis           | Welter         | hinter Sadegh Saeed Goudarzi und Matthew Gentry, Kanada |
| 2010 | 3.    | Golden-Grand-Prix in Baku             | Welter         | hinter Aleksandr Qostiyev, Russland, vor Trent Paulson, USA |
| 2010 | 3.    | WM in Moskau                          | Welter         | nach Siegen über Trent Paulson und Mendsaichan Mjagmar, Mongolei, einer Niederlage gegen Sadegh Saeed Goudarzi und Siegen über Suren Markosjan, Armenien, Wolodimir Sirotin, Ukraine und Iván Fundora Zaldívar, Kuba |
| 2011 | 25.   | Ali-Alijew-Memorial in Kaspijsk       | Welter         | Sieger: Machatsch Murtasalijew, Russland vor Əşrəf Əliyev, Aserbaidschan |
| 2011 | 5.    | Intern. Turnier in Kiew               | Welter         | hinter Jordan Burroughs, USA, Alibek Akbajew, Russland, Musa Murtasalijew, Armenien und Trent Paulson |
| 2011 | 5.    | WM in Istanbul                        | Welter         | nach Siegen über Gabor Hatow, Ungarn, Zhang Chongyao, China und Rashid Kurbanow, Usbekistan und Niederlagen gegen Sadegh Saeed Goudarzi und Dawit Chutischwili, Georgien                                             |
| 2012 | 2.    | Asienmeisterschaft in Gumi/Südkorea   | Welter         | hinter Sadegh Saeed Goudarzi, vor Takafumi Kojima, Japan und Zhang Chongyao |
| 2012 | 8.    | Wacław-Ziółkowski-Memorial in Siedlce | Welter         | Sieger: Matthew Gentry vor Ramazan Şahin, Türkei |
| 2012 | 10.   | OS in London                          | Welter         | nach einem Sieg über Bilel Quechtati, Tunesien und einer Niederlage gegen Gabor Hatos |

## Erläuterungen
- alle Wettkämpfe im freien Stil
- OS = Olympische Spiele, WM = Weltmeisterschaft
- Leichtgewicht, Gewichtsklasse bis 66 kg, Weltergewicht, bis 74 kg Körpergewicht